# Messier 69
Messier 69 (M69 ili NGC 6637) je kuglasti skup u zviježđu Strijelcu. Sličan je svom susjedu, kuglastom skupu M70. M69 je jedan od manjih i tamnijih skupova u katalogu. Charles Messier je osobno otkrio skup u kolovozu 1780. godine. 

## Svojstva
M69 je malen, proteže se tek 7' na fotografijama duge eksponaže. Na fotografijama veoma duge eksponaže njegov promjer raste na 10'. Udaljenost skupa je oko 29.700 svj. godina, njegov stvaran promjer je oko 85 svj. godina. Središte skupa je kompaktno i mjeri samo 3' u promjeru. Jezgra skupa promjer je od 40" ili 6 svj. godina. M69 nalazi se veoma blizu centra Kumove slame, oko 6.200 svj. godina. Spektralna klasa skupa je G2 ili G3. M69 pripada među metalom (u astronomiju to su svi elementi teži od helija i vodika) bogatije kuglaste skupove. 
Skup je siromašan promjenjivim zvijezdama. Dosad je otkriveno samo 8 promjenjivih zvijezda u skupu.

## Amaterska promatranja
M69 ima veliku južnu deklinaciju i to otežava promatranja. Skup ima prividni sjaj od + magnitude 7,6. Moguće ga je vidjeti u dalekozoru. Teleskop ne otkriva previše, tek mutnu mrlju sa slabom granulacijom.

## Vanjske poveznice
- (engl.) SEDS: NGC 6693
- (engl.) Hartmut Frommert: Revidirani Novi opći katalog
- (engl.) Izvangalaktička baza podataka NASA-e i IPAC-a
- (engl.) Astronomska baza podataka SIMBAD
- (engl.) VizieR
- (engl.) Auke Slotegraaf: NGC 6693 Deep Sky Observer's Companion
- (engl.) Courtney Seligman: Objekti Novog općeg kataloga: NGC 6600 - 6649